# 819 Barnardiana
Barnardiana (asteroide 819) é um asteroide da cintura principal, a 1,8864573 UA. Possui uma excentricidade de 0,1416087 e um período orbital de 1 189,96 dias (3,26 anos).
Barnardiana tem uma velocidade orbital média de 20,09147985 km/s e uma inclinação de 4,89527º.
Esse asteroide foi descoberto em 3 de Março de 1916 por Max Wolf.
O seu nome é uma homenagem ao astrônomo americano Edward Barnard.